# Kakamodes occipitalis
Kakamodes occipitalis es una especie de coleóptero de la familia Monotomidae.

## Distribución geográfica
Habita en las Molucas (Indonesia).